# Pčele samice
Ime pčele samice (Osmia), samotarke ili solitarne pčele potječe otud što se te pčele ne roje, ne žive u zajednicama u košnici, nemaju maticu, nego sve rade same. To je rod iz porodice Megachilidae.
Solitarne pčele ili pčele samice za razliku od medonosnih pčela ne prikupljaju veće količine meda u svoje nastambe. One žive osamljenički život tako da svaka ženka radi svoje gnijezdo u tlu ili u nekom pogodnom mjestu u kojem gradi zemljane komore za nesenje jaja i uzgajanje larvi. Solitarne pčele zbog nedostatka zaliha hrane izlaze i lete na nižim temperaturama od ljudima poznatije i veće medonosne pčele. 
U Hrvatskoj pčele samice proučava mr. sc. Marija Ševar, načelnica Odjela za ekološku proizvodnju u HZPSS od svojeg prvog susreta s Entomološkim muzejem Franje pl. Koščeca u Varaždinu, nakon svog preseljenja u Hrvatsku.

## Gnijezda
Samice gnijezda rade u barskoj trstici, izbušenu drvetu, građevinama od drva i blata. U tunelu naprave 6-15 stanica pregrađenih blatom. Postupno ih samica puni nektarom peludom, snese jaje, pa opet pregradi i na kraju tunel deblo zagradi blatom.

## Vrste
"Divljih"  pčela u Europi ima oko 260 vrsta od kojih svake godine izumre po nekoliko vrsti. Samih pčela samica ima pet vrsta, a posebno su važne i zanimljive divlje, solitarne ili pčele samice:
- Osmia rufa
- Osmia cornuta
- Osmia corulenses
- Osmia leaiana
- Osmia lignaria
- Osmia cornifrons
- Megachile rotundata
- Xylocopa virginica

## Oprašivanje
To je kukac prisutan u oprašivanju flore iz davnina. Za hektar komercijalnoga voćnjaka za oprašivanje treba 500 samica ili tri košnice medonosnih pčela s oko 60.000 radilica, odnosno jedna solitarna pčela ima učinak oko 120 letačica medonosnih pčela.

## Poveznice
- kukac
- pčela
- medonosna pčela
- osa
- bumbar

## Vanjske poveznice
- Pčelarstvo online
- HZPSS  Arhivirana inačica izvorne stranice od 22. srpnja 2010. (Wayback Machine)
- Slike Osmia Rufa  Arhivirana inačica izvorne stranice od 21. ožujka 2007. (Wayback Machine)
- Solitarne pčele galerija  Arhivirana inačica izvorne stranice od 25. veljače 2007. (Wayback Machine)